# Canoë-kayak aux Jeux européens de 2015
Navigation
Édition suivante
Le canoë-kayak aux Jeux européens de 2015 a lieu au Kur Sport and Rowing Centre, à Bakou, en Azerbaïdjan, du 14 au 16 juin 2015. 15 épreuves sont au programme.

## Qualifications
Chaque Comité national olympique (CNO) est limitée à un seul bateau par épreuve, avec un maximum de quinze bateaux et donc un maximum de 26 athlètes qualifiés. L'Azerbaïdjan, en tant que pays hôte, peut automatiquement inscrire trois athlètes, dans trois bateaux : K1-1000 mètres et C1-1000 mètres pour les hommes et K1-500 mètres pour les femmes.
La majeure partie des places qualificatives sont attribuées en vertu des performances réalisées lors des Championnats d'Europe 2014. Les places sont attribuées aux CNO et non individuellement aux athlètes. Chaque événement a un quota de places disponibles comme indiqué ci-dessous :

## Programme
| CO | Cérémonie d'ouverture | T | Entrainements | ● | Compétitions | 1 | Finales | CC | Cérémonie de clôture |

| Juin            | Juin            | 12 | 13 | 14 | 15 | 16 | 17 | 18 | 19 | 20 | 21 | 22 | 23 | 24 | 25 | 26 | 27 | 28 | Épreuves |
| --------------- | --------------- | -- | -- | -- | -- | -- | -- | -- | -- | -- | -- | -- | -- | -- | -- | -- | -- | -- | -------- |
| Course en ligne | Course en ligne | CO |    | ●  | 5  | 10 |    |    |    |    |    |    |    |    |    |    |    | CC | 15       |

## Médaillés

### Hommes
| Épreuve        | Or                                                                            | Argent                                                                                    | Bronze                                                                                      |
| -------------- | ----------------------------------------------------------------------------- | ----------------------------------------------------------------------------------------- | ------------------------------------------------------------------------------------------- |
| K1-200 mètres  | Petter Menning 35 s 576 Miklós Dudás 35 s 132                                 | Ed McKeever 35 s 574                                                                      | Aleksejs Rumjancevs Marko Dragosavljević                                                    |
| K1-1000 mètres | Max Hoff 3 min 28 s 205                                                       | Fernando Pimenta 3 min 28 s 421                                                           | Rene Holten Poulsen 3 min 28 s 863                                                          |
| K1-5000 mètres | Max Hoff 20 min 01 s 864 (GB)                                                 | Fernando Pimenta 20 min 11 s 989                                                          | Cyrille Carre 20 min 42 s 081                                                               |
| K2-200 mètres  | Nebojsa Grujic Marko Novakovic 31 s 910                                       | Ronald Rauhe Tom Liebscher 31 s 983                                                       | Sandor Totka Peter Molnar 32 s 512                                                          |
| K2-1000 mètres | Zoltan Kammerer Tamas Szalai 3 min 11 s 681                                   | Max Rendschmidt Marcus Gross 3 min 12 s 034                                               | Vitaliy Bialko Raman Piatrushenka 3 min 13 s 584                                            |
| K4-1000 mètres | Hongrie Zoltán Kammerer Dávid Tóth Tamás Kulifai Dániel Pauman 3 min 07 s 063 | Russie Aleksandr Sergeyev Vasily Pogreban Anton Ryakhov Vladislav Blintcov 3 min 08 s 034 | Biélorussie Pavel Miadzvedzeu Aleh Yurenia Vitaliy Bialko Raman Piatrushenka 3 min 08 s 827 |
| C1-200 mètres  | Henrikas Zustautas 40 s 064                                                   | Valentin Demyanenko 40 s 152                                                              | Martin Fuksa 40 s 188                                                                       |
| C1-1000 mètres | Sebastian Brendel 3 min 50 s 147                                              | Martin Fuksa 3 min 51 s 110                                                               | Attila Vajda 3 min 51 s 920                                                                 |
| C2-1000 mètres | Andrei Bahdanovich Aliaksandr Bahdanovich 3 min 34 s 412                      | Alexey Korovashkov Ilya Pervukhin 3 min 34 s 453                                          | Peter Kretschmer Michael Mueller 3 min 34 s 982                                             |

### Femmes
| Épreuve        | Or                                                                          | Argent                                                                           | Bronze                                                                                                 |
| -------------- | --------------------------------------------------------------------------- | -------------------------------------------------------------------------------- | --- |
| K1-200 mètres  | Marta Walczykiewicz 40 s 795                                                | Natalia Podolskaya 41 s 165                                                      | Danuta Kozák 41 s 378                                                                                  |
| K1-500 mètres  | Danuta Kozák 2 min 03 s 569                                                 | Yvonne Schuring 2 min 04 s 708                                                   | Ewelina Wojnarowska 2 min 05 s 389                                                                     |
| K1-5000 mètres | Maryna Litvinchuk 22 min 48 s 990                                           | Lani Belcher 23 min 05 s 625                                                     | Renáta Csay 23 min 05 s 851                                                                            |
| K2-200 mètres  | Marharyta Makhneva Maryna Litvinchuk 37 s 399                               | Nikolina Moldovan Olivera Moldovan 37 s 699                                      | Mariya Povkh Anastasiia Todorova 37 s 719                                                              |
| K2-500 mètres  | Milica Starovic Dalma Ruzicic Benedek 1 min 49 s 904                        | Roxana Borha Elena Meroniac 1 min 50 s 925                                       | Anna Karasz Ninetta Vad 1 min 51 s 174                                                                 |
| K4-500 mètres  | Hongrie Gabriella Szabó Anna Kárász Danuta Kozák Ninetta Vad 1 min 32 s 417 | Allemagne Franziska Weber Verena Hantl Conny Wassmuth Tina Dietze 1 min 33 s 312 | Pologne Karolina Naja Ewelina Wojnarowska Edyta Dzieniszewska-Kierkla Beata Mikołajczyk 1 min 33 s 979 |

## Tableau des médailles
| Rang  | Nation      | Or | Argent | Bronze | Total |
| ----- | ----------- | -- | ------ | ------ | ----- |
| 1     | Hongrie     | 4  | 0      | 5      | 9     |
| 2     | Allemagne   | 3  | 3      | 1      | 7     |
| 3     | Biélorussie | 3  | 0      | 2      | 5     |
| 4     | Serbie      | 2  | 1      | 1      | 4     |
| 5     | Pologne     | 1  | 0      | 2      | 3     |
| 6     | Suède       | 1  | 0      | 0      | 1     |
| 6     | Lituanie    | 1  | 0      | 0      | 1     |
| 8     | Russie      | 0  | 3      | 0      | 3     |
| 9     | Portugal    | 0  | 2      | 0      | 2     |
| 9     | Royaume-Uni | 0  | 2      | 0      | 2     |
| 11    | Tchéquie    | 0  | 1      | 1      | 2     |
| 12    | Autriche    | 0  | 1      | 0      | 1     |
| 12    | Azerbaïdjan | 0  | 1      | 0      | 1     |
| 12    | Roumanie    | 0  | 1      | 0      | 1     |
| 15    | Ukraine     | 0  | 0      | 1      | 1     |
| 15    | France      | 0  | 0      | 1      | 1     |
| 15    | Danemark    | 0  | 0      | 1      | 1     |
| 15    | Lettonie    | 0  | 0      | 1      | 1     |
| Total | Total       | 15 | 15     | 16     | 46    |